# Peperomia san-carlosiana
Peperomia san-carlosiana är en pepparväxtart som beskrevs av C. Dc.. Peperomia san-carlosiana ingår i släktet peperomior, och familjen pepparväxter. Inga underarter finns listade i Catalogue of Life.